# Zdanie bezpodmiotowe
Zdania bezpodmiotowe – zdanie, w którym trudno jest ustalić wykonawcę czynności. Występują one we frazeologizmach i gdy jest mowa o:
- zjawiskach przyrody,
- odczuciach np. zmysłach,
- czynności bliżej nieokreślonych osób,
- gdy orzeczenie jest wyrażone czasownikiem: można, warto lub trzeba[2].

## Przykłady
- Już świta.
- Mówi się o klęsce.
- Chyba grzmi.
- Bawiono się w piaskownicy.
- Zanosi się na burzę.
- Trzeba o tym pamiętać.